# Debaryomyces
Debaryomyces Lodder & Kreger-van Rij – rodzaj grzybów należący do rodziny Saccharomycetaceae.

## Charakterystyka
Do Debaryomyces należą drożdże o kulistych lub elipsoidalnych komórkach, szybko rozmnażających się poprzez wielostronne pączkowanie. Mogą tworzyć pseudostrzępki. Koniugacja heterogamiczna zachodzi między komórką macierzystą a powstającą z niej blastosporą zwykle poprzedza tworzenie worków, ale występuje również koniugacja izogamiczna. Zarodniki są kuliste lub owalne i mają brodawkowate ściany. Na worku zwykle tworzy się jeden lub dwa zarodniki, ale u niektórych gatunków nawet cztery. Zwykle nie są uwalniane z worka. Fermentacja jest powolna, słaba lub nieobecna; azotany nie są przyswajane.
Gatunki Debaryomyces są wszechobecne, występują w glebie, wodzie, na roślinach itp. Przyswajają dużą ilość cukrów, w tym pentozy, skrobię i inulinę, a także fenol i katechol. Szczepy są osmofilne i halofilne, tolerujące więcej niż 24% NaCl w pożywce. Niektóre szczepy gromadzą znaczna ilość ryboflawiny. Niektóre gatunki Debaryomyces (D. kloeckerii) potrafią do odżywiania się wykorzystać czyste węglowodory i naftę.
Opisano kilkanaście gatunków zaliczanych do Debaryomyces. Niektóre z nich występują w produktach spożywczych, największe znaczenie ma tu D. hansenii. D. hansenii jest najczęstszym workowcem występującym w morskiej wodzie i prawdopodobnie jest szeroko rozpowszechniony w oceanie.

## Systematyka
Pozycja w klasyfikacji według Index FungorumSaccharomycetaceae, Saccharomycetales, Saccharomycetidae, Saccharomycetes, Saccharomycotina, Ascomycota, Fungi.
Synonimy
- Azymomyces E.K. Novák & Zsolt 1961
- Debaryolipomyces C. Ramírez 1957
- Debaryomyces Klöcker 1909
- Debaryozyma Van der Walt & Johannsen 1978
- Isomyces Clem. 1931
- Torulaspora Lindner 1904
- Wingea Van der Walt 1971
- Zonosporis Clem. 1931
- Zymodebaryomyces E.K. Novák & Zsolt 1961

Niektóre gatunki
- Debaryomyces delbrueckii (Lindner) Kudryavtsev 1954
- Debaryomyces hansenii (Zopf) Lodder & Kreger-van Rij 1984
- Debaryomyces kloeckeri Guillierm. & Péju 1920

Nazwy naukowe według Index Fungorum.